# 1953-as magyar férfi kosárlabda-bajnokság
Az 1953-as magyar férfi kosárlabda-bajnokság a huszonkettedik magyar kosárlabda-bajnokság volt. A csapatok területi (budapesti és megyei) bajnokságokban játszottak, a győztesek (Budapestről és egyes megyékből több helyezett is) az országos középdöntőben, majd az országos döntőben küzdöttek tovább a végső helyezésekért. Budapesten tizenkét csapat indult el, a csapatok két kört játszottak. Az országos fordulókban már csak egy kör volt. Azonos pontszám esetén a döntőkben az egymás elleni eredmény, egyébként az ifjúsági- és tartalékegyüttesek helyezése döntött.

## Országos döntő
| #  | Csapat                 | M | Gy | V | K+  | K-  | P  |
| -- | ---------------------- | - | -- | - | --- | --- | -- |
| 1. | Bp. Honvéd             | 5 | 5  | 0 | 364 | 273 | 10 |
| 2. | Bp. Haladás            | 5 | 4  | 1 | 321 | 302 | 8  |
| 3. | Vasas MÁVAG            | 5 | 3  | 2 | 373 | 344 | 6  |
| 4. | Bp. Petőfi VTSK        | 5 | 2  | 3 | 312 | 313 | 4  |
| 5. | Bp. Munkaerőtartalékok | 5 | 1  | 4 | 287 | 350 | 2  |
| 6. | Székesfehérvári Építők | 5 | 0  | 5 | 262 | 337 | 0  |

* M: Mérkőzés Gy: Győzelem V: Vereség K+: Dobott kosár K-: Kapott kosár P: Pont

## Országos középdöntő
- Budapest: Bp. Petőfi VTSK 8, Bp. Lokomotív 6, Debreceni Haladás 4, Szolnoki Lokomotív 2, Komáromi Lokomotív 0 pont
- Pécs: Bp. Haladás 6, Veszprémi Haladás 4, Bátaszéki Lokomotív 2, Zalaegerszegi Dózsa 0 pont
- Győr: Bp. Munkaerőtartalékok 6, Diósgyőri Vasas 4, Salgótarjáni Vasas 2, Kaposvári Lokomotív 0 pont
- Szeged: Bp. Honvéd 6, Szombathelyi Lokomotív 4, Pécsi Honvéd 2, Soproni Haladás 0 pont
- Diósgyőr: Vasas MÁVAG 6, Egri MTSK 2, Szentendrei Honvéd 2, Kecskeméti Kinizsi 2 pont
- Szolnok: Székesfehérvári Építők 6, Szegedi Honvéd 4, Békési Vörös Meteor 2, Nyíregyházi Petőfi 0 pont

## Budapesti csoport
| #   | Csapat                        | M  | Gy | D | V | K+   | K-   | P  | Megjegyzés     |
| --- | ----------------------------- | -- | -- | - | - | ---- | ---- | -- | -------------- |
| 1.  | Bp. Haladás                   | 22 | 21 | 0 | 1 | 1753 | 1203 | 41 | 1 pont levonva |
| 2.  | Bp. Honvéd                    | 22 | 19 | 1 | 2 | 1980 | 1105 | 39 |                |
| 3.  | Vasas MÁVAG                   | 22 | 17 | 1 | 4 | 1528 | 1249 | 34 | 1 pont levonva |
| 4.  | Bp. Munkaerőtartalékok        | 22 | 14 | 2 | 6 | 1656 | 1353 | 30 |                |
| 5.  | Bp. Petőfi VTSK               | 22 | 13 | 0 | 9 | 1424 | 1274 | 26 |                |
| 6.  | Bp. Lokomotív                 | 22 | 13 | 2 | 7 | 1466 | 1380 | 25 | 3 pont levonva |
| 7.  | VL Kistext                    | 21 |    |   |   |      |      | 20 |                |
| 8.  | Bp. Előre                     | 21 |    |   |   |      |      | 16 |                |
| 9.  | VL Újpesti Bőrgyár            | 20 |    |   |   |      |      | 8  |                |
| 10. | Testnevelési Főiskola Haladás | 20 |    |   |   |      |      | 8  |                |
| 11. | VL Pamutkikészítő             | 22 |    |   |   |      |      | 8  |                |
| 12. | Bp. Vörös Meteor              | 22 |    |   |   |      |      | 2  |                |

* M: Mérkőzés Gy: Győzelem D: Döntetlen V: Vereség K+: Dobott kosár K-: Kapott kosár P: Pont
Megjegyzés: Csak az első hat helyezett végeredményét közölte az újság, a további helyezettek eredményei korábbi állásokból és meccseredményekből lettek kiszámolva.